# Phaulothamnus spinescens
Phaulothamnus spinescens är en tvåhjärtbladig växtart som beskrevs av Asa Gray. Phaulothamnus spinescens ingår i släktet Phaulothamnus och familjen Achatocarpaceae. Inga underarter finns listade i Catalogue of Life.

## Bildgalleri

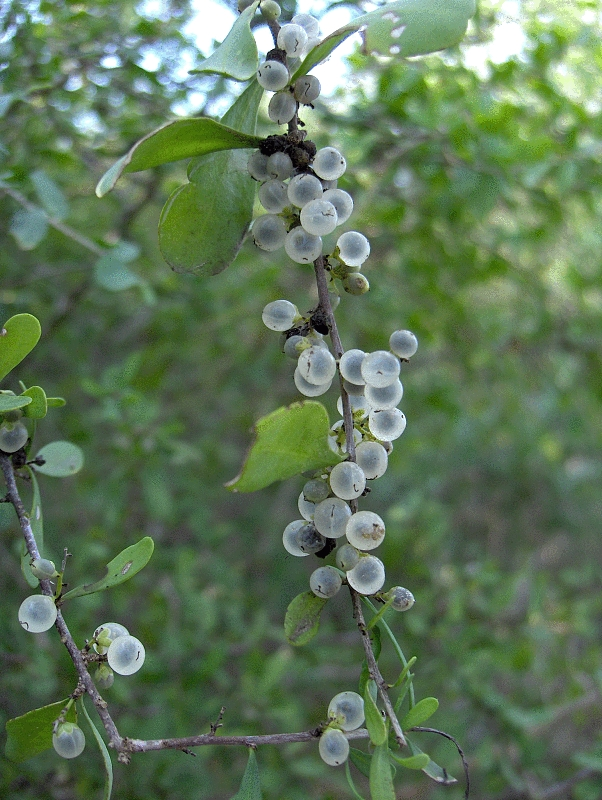